# Ewald Riebschläger
Ewald Riebschläger (* 24. Oktober 1904 in Zeitz, Provinz Sachsen, Preußen; † 29. Oktober 1993 in Zeitz, Sachsen-Anhalt) war ein deutscher Wasserspringer.
Riebschläger, der für den SV Zeitz, den Verein seiner Geburtsstadt startete, erreichte bei den Olympischen Sommerspielen 1928 in Amsterdam im Kunstspringen vom 3-Meter-Brett den 6. Platz und beim 10-Meter-Turmspringen den 5. Platz. Zuvor wurde er 1927 bereits Europameister im Kunstspringen vom 3-Meter-Brett und gewann im Turmspringen die Silbermedaille.
1930 wurde er im Kunstspringen vom 3-Meter-Brett Deutscher Meister. Von 1931 bis 1933 gewann er dreimal in Folge die Deutschen Meisterschaften im Turmspringen. Ebenfalls 1931 wurde er erneut Europameister im Kunstspringen vom 3-Meter-Brett und gewann im Turmspringen die Bronzemedaille. Drei Jahre später gewann er erneut Bronze im Turmspringen.
Riebschläger beendete seine aktive Laufbahn 1934. Insgesamt erreichte er in seiner Laufbahn 150 Medaillenerfolge, Ehrenpreise und Sonderpreise. Im Alter von 50 Jahren nahm er noch an Schauspringen teil.
Ewald Riebschläger arbeitete als selbständiger Elektro-Installateurmeister in seiner Heimatstadt Zeitz.
Im Zeitzer Sommerbad steht seit 2004 eine Gedenktafel zu Ehren von Ewald Riebschläger.